# 河本晃典
河本 晃典（こうもと こうすけ）はBSフジ所属の編成部チーフマネージャー。元フジテレビジョン所属のプロデューサー。2005年度入社。

## 人物
- 以前はFD（フロアディレクター）、AD（アシスタントディレクター）、2010年からはディレクターとして活躍していた。
- 現在は三浦淳チーフプロデューサーの下でバラエティ・音楽番組プロデューサーを担当し現在に至る。
- 音楽番組のプロデューサーを担当するのが多い。
- 浜野謙太に似ている。星野源にも言われたそうだ。
- 日本初のApple Musicオリジナルシリーズ『Tokyo, Music & Us 2017-2018』、イギリスの John Lobbの音楽コンテンツ、ユニバーサルシグマ、ワーナーミュージックに所属するアーティストドキュメンタリーを企画プロデュース。
- ロバート秋山のYouTube「ゆかいなうた」のプロデュースもしている。
- 『CORNELIUS 30th Anniversary Special』の企画プロデュース。

## 現在の担当番組
- レギュラー
  - 東京03 in UNDERDOGS -今日は負けたけど、明日は絶対勝つ-
  - 霜降り明星のゴールデン☆80'S

## 過去の担当番組

### フジテレビ
- FD（フロアディレクター）
  - カトパン
  - FNS5000番組10万人総出演! がんばった大賞
  - 女子アナスペシャル
- AD（アシスタントディレクター）
  - ココリコミラクルタイプ
- ディレクター
  - フジ算
  - ナダールの穴
  - 人志松本の○○な話
  - ジャニーズカウントダウンライブ
- 協力プロデューサー
  - SMAP×SMAP
- プロデューサー
  - 森田一義アワー 笑っていいとも!
  - 笑っていいとも!増刊号
  - スナック喫茶エデン
  - 笑っていいとも!特大号
  - タモリ・中居のドラマチック・リビングルーム
  - HEY!HEY!HEY! MUSIC CHAMP
  - 僕らの音楽 Our Music（2014年7月25日 - ）
  - どぅんつくぱ〜音楽の時間〜
  - 魁!音楽番付
  - 音楽の時間 〜MUSIC HOUR〜
  - 水曜歌謡祭
  - 魁!音楽の時間
  - 魁!ミュージック
  - うれしたのし大好き
  - Love music
  - 超いきものバかりTV〜いきものがかり"ありがとう"のサプライズ〜
  - FUJIYAMA FIGHT CLUB
  - キスマイBUSAIKU!?
  - 深夜喫茶スジガネーゼ
  - ミュージックフェア
  - FNSうたの春まつり
  - FNSうたの夏まつり
  - FNS歌謡祭
- 本部プロデューサー
  - 武器はテレビ。SMAP×FNS27時間テレビ

### BSフジ
- 企画
  - FUJI-YAMA MID-NIGHT-FISHING
  - BSいきものがかり